# ریچارد کابرال
ریچارد کابرال (به انگلیسی: Richard Cabral) (زاده ۲۸ اوت ۱۹۸۴) بازیگر آمریکایی است.
از کارهای معروف او می‌توان به بازی در فیلم همه موجودات زیر اینجا اشاره کرد.